# Acanthinus umbilicatus
Acanthinus umbilicatus es una especie de coleóptero de la familia Anthicidae.

## Distribución geográfica
Habita en Panamá.